# Pohleď
Pohleď (v letech 1950–2003 Horní Pohleď, německy Pochled) je obec v okrese Havlíčkův Brod. Žije zde 72 obyvatel. Obec je známá zejména skanzenem a bustou císaře Františka Josefa I. na návsi.

## Historie
První zmínka o obci pochází z roku 1400. První známý majitel obce byl Mikeš řečený Hřebec z Pohledě.
V roce 1950 byl nařízením ministerstva vnitra změněn název obce na Horní Pohleď, snad aby se předešlo záměně s obcí Pohled ve stejném okrese.[zdroj?] Roku 1960 pak byla Horní Pohleď jako samostatná obec zrušena a administrativně začleněna pod obec Příseka (spolu s blízkou vsí Služátky).
Obec znovu získala politickou samostatnost na žádost místních občanů od 1. ledna 1992. 1. ledna 2004, pak byl obci vrácen její původní název Pohleď.
V obci se pravidelně o Velikonocích a o Vánocích konají tradiční lidové slavnosti.
| Rok            | 1869 | 1880 | 1890 | 1900 | 1910 | 1921 | 1930 | 1950 | 1961 | 1970 | 1980 | 1991 | 2001 | 2005 | 2014 |
| Počet obyvatel | 252  | 262  | 238  | 218  | 223  | 220  | 200  | 196  | 177  | 166  | 123  | 98   | 70   | 82   | 71   |

## Zajímavosti
- Skanzen Michalův statek
- Místní společnost Koruny České – strany, která usiluje o obnovu Království českého. Předseda této místní společnosti Jindřich Holub se stal v roce 1993 vůbec prvním starostou z Koruny České.[6] Pro mimopolitickou propagaci monarchie zároveň provozuje Spolek pro obnovu Českého království.
- Spolek nechal v roce 2020 díky veřejné sbírce vyrobit kopii Svatováclavské koruny jako dárek k 60. narozeninám pro následníka českého trůnu arcivévodu Karla Habsbursko-Lotrinského, vnuka posledního českého krále.[7]
- Před úřadem obce stojí od srpna 2016 busta rakouského císaře Františka Josefa I. [8]

Michalův statek v Pohledi
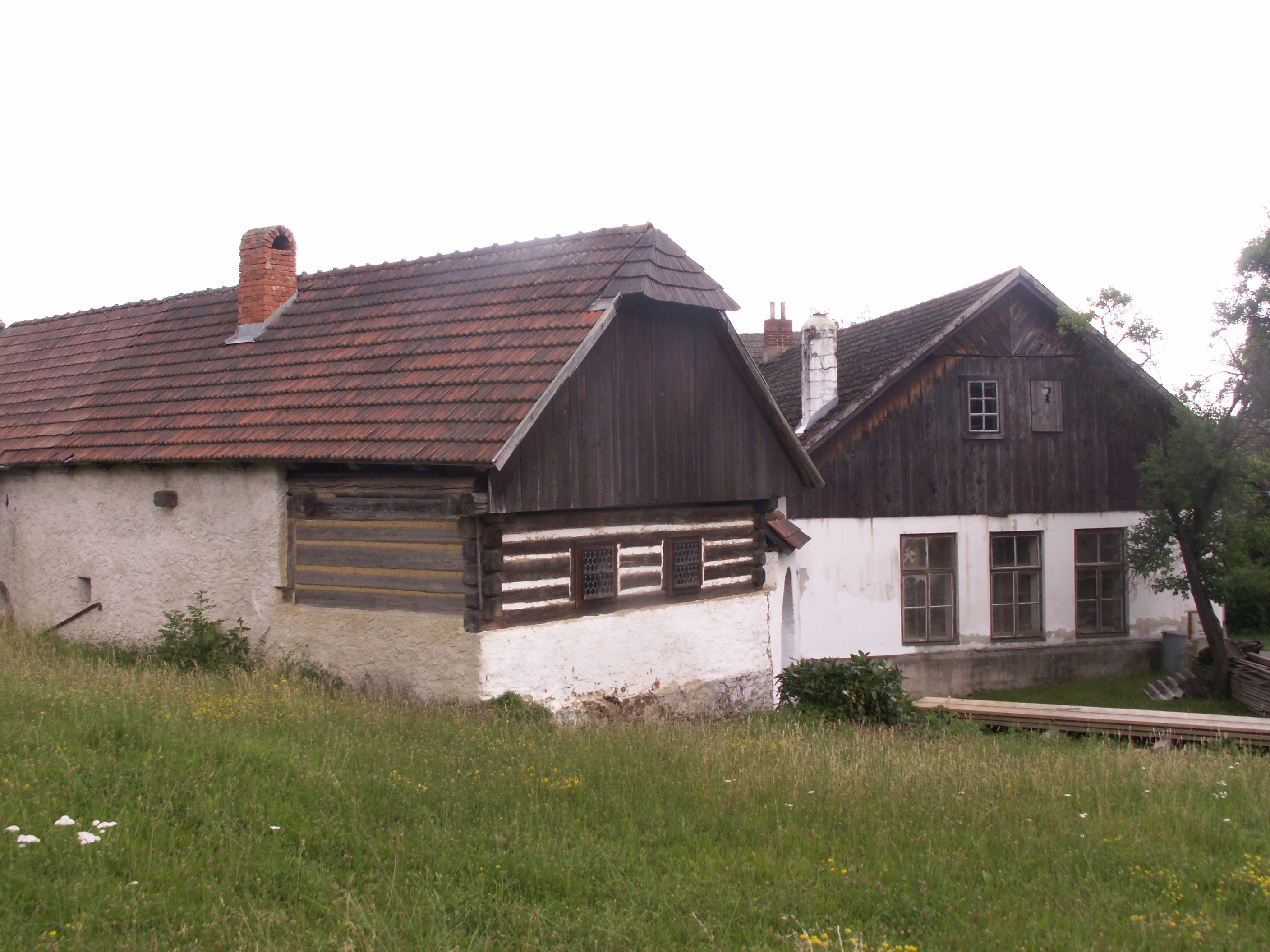
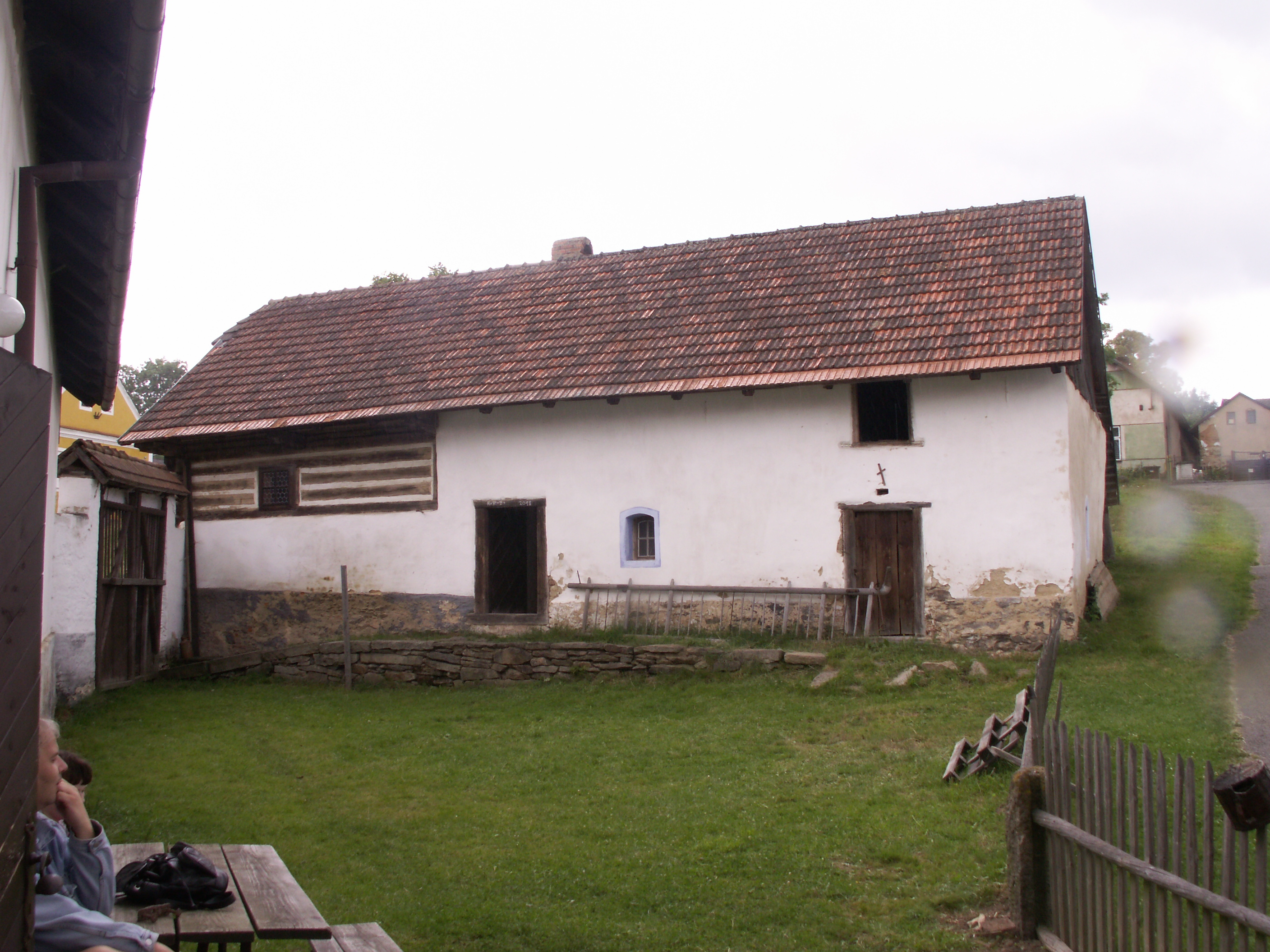
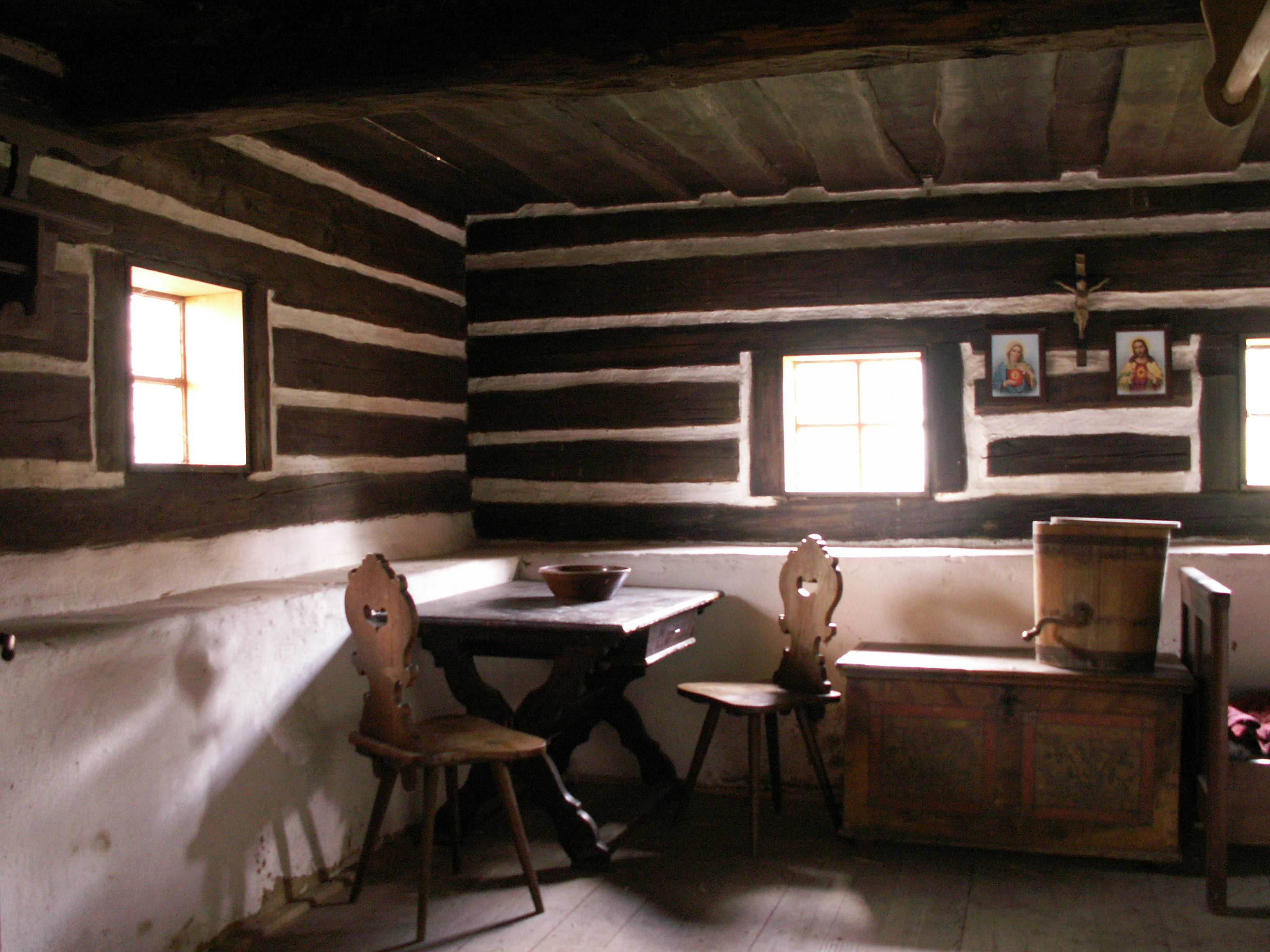